# Varignano
Il Varignano è una frazione del comune di Portovenere in provincia della Spezia, ubicata sul litorale orientale del Golfo dei Poeti.

## Geografia fisica
Il territorio del Varignano è circoscritto ad un breve tratto di costa del golfo ed è costituito da una baia che si affaccia sul golfo spezzino. La baia è delimitata da due promontori: sul primo è ubicato il Comando Subacquei ed Incursori, sul secondo una batteria della Marina militare, prospiciente la diga foranea.
Oltre che dal mare, il Varignano è raggiungibile attraverso la strada S.S.530 "di Porto Venere".

## Storia

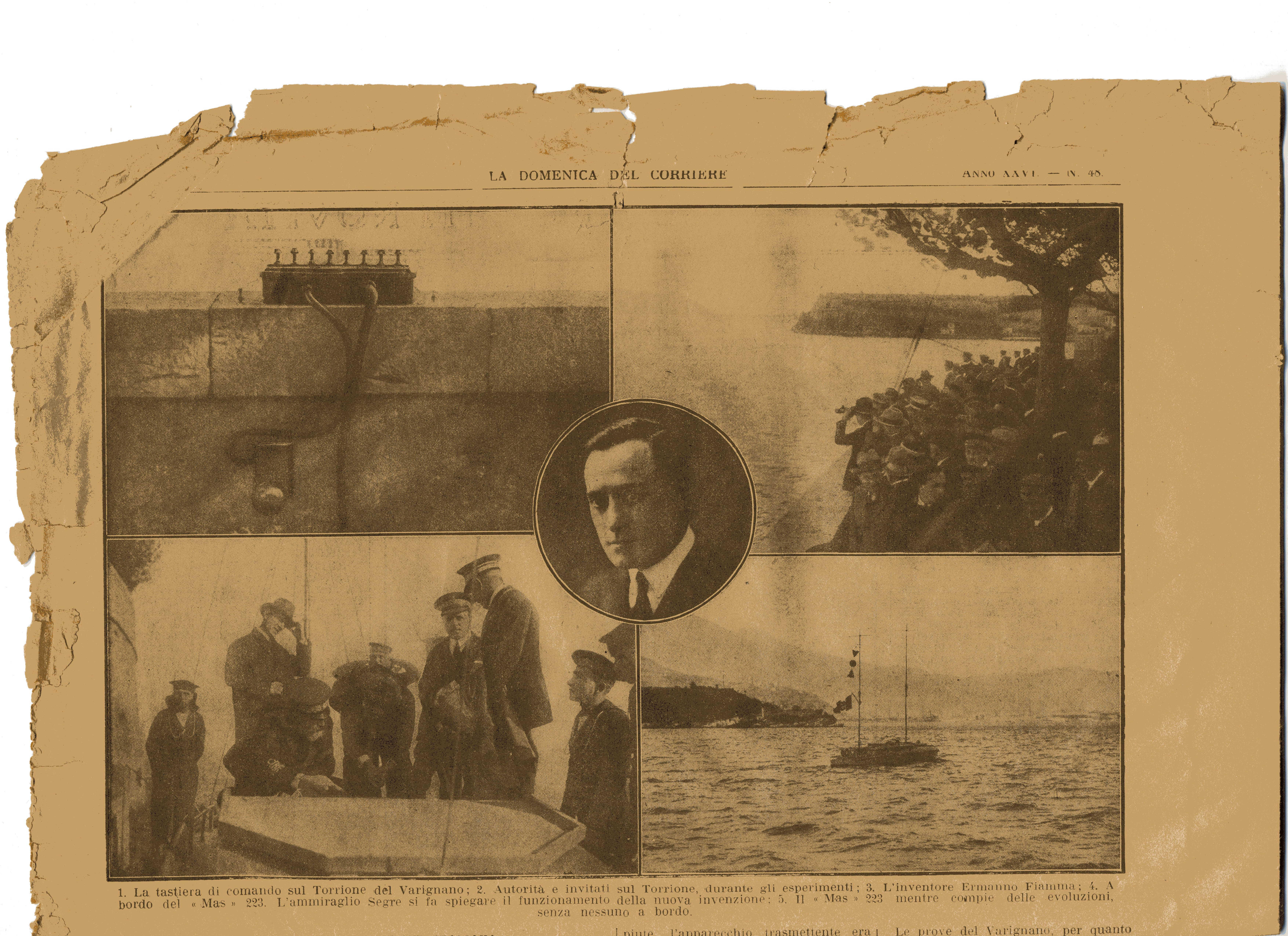
La Domenica del Corriere - 30 novembre 1924

Il luogo del Varignano era già frequentato in epoca romana, come testimoniano gli importanti resti archeologici di una villa da cui provengono statue e reperti vari di età adrianea.
Le notizie medievali più antiche su questa località sono contenute in documenti dell'XI secolo, legati alla famiglia degli Obertenghi.

La località seguì le vicende del borgo della Spezia e del suo golfo, con il susseguirsi delle varie dominazioni fino al governo della Repubblica di Genova.
Nei primi anni del XIX secolo Napoleone Bonaparte ordinò di approntare un progetto per la costruzione di un arsenale marittimo nell'insenatura, protetto da postazioni di artiglieria collocate sulle alture circostanti.
Più tardi anche il Regno di Sardegna aveva pensato di costruirvi un arsenale.

## Monumenti e luoghi d'interesse

### Architetture militari
Per la sua posizione isolata, in epoca molto più tarda, per iniziativa del doge Giacomo Maria Brignole nel 1724 Genova vi costruisce  un Lazzaretto per sottoporvi a quarantena equipaggi e merci. Così la località diviene comunemente nota anche con la denominazione di Lazzaretto.
L'utilizzo per questa funzione perdurò fino alla metà del XIX secolo quando, a seguito del grande sviluppo della Spezia, si rese necessario rimuoverla definitivamente per trasferirla all'isola dell'Asinara nel 1866.
Nel 1862, nell'ospedale del forte, fu ospitato Giuseppe Garibaldi, ferito nello scontro con l'esercito piemontese all'Aspromonte. 
Il forte è oggi sede del Comando Subacquei ed Incursori.
| Controllo di autorità | VIAF (EN) 295608066 · GND (DE) 1031112774 |